# Liste der Kathedralen in Spanien
Eine Kathedrale ist eine katholische Kirche, die dem Bischof einer Diözese als Sitz und Lehrstuhl (kathedra) dient. Sie ist die Hauptkirche eines Bistums.
Kathedralen sind ein wichtiger Teil des spanischen Kulturerbes und haben eine weitreichende geschichtliche, religiöse und architektonische Bedeutung. Der spanische Nationalplan für Kathedralen (Plan de Catedrales) verzeichnet einundneunzig Kirchen, unter denen sich Kathedralen, Konkathedralen, ehemalige Kathedralen und die Basilika Sagrada Família finden.
Kathedralen haben naturgemäß große Ausmaße und sind unter großem Aufwand an Material und Arbeit errichtet worden. In der Regel erstreckte sich die Bautätigkeit je Bauwerk über mehrere Jahrhunderte, so dass das Ergebnis eine Mischung aus mehreren Epochen und Stilen ist. Die Bauten werden vom Domkapitel verwaltet und von der Diözese finanziert, wenngleich oft der Bischof selbst, der König oder aber Gläubige Geld für die Fertigstellung eines Kathedralenbauwerks spendeten. Dies hat dazu geführt, dass sich die größten und schönsten Kathedralen in den damals wichtigsten und reichsten Städten befinden.
Der Bau wurde immer an der Apsis begonnen; dann wurde ein Altar geweiht, um die Heilige Messe feiern zu können. Danach wurden das Querhaus und das Mittelschiff fertiggestellt. Bei späteren Baumaßnahmen hielten die Baustile des Barock und des Klassizismus Einzug: Die Architekten, deren Aufgabe es war, eine gewisse Einheitlichkeit des Gebäudes zu sichern, mussten oft ganz neue Räumlichkeiten oder Fassaden bauen, um etwas künstlerische Freiheit zu gewinnen.

## Westgotenreich
Das Christentum fasste in Hispanien sehr früh Fuß: schon einer der Paulusbriefe erwähnt den Wunsch des hl. Paulus, in Hispanien zu predigen. Um das Jahr 300 hatte sich die Kirche bereits fest organisiert, wie die Durchführung der Synode von Elvira (ca. 306) beweist. Später sollten die Eroberungen der Westgoten dann das Nebeneinander von Arianismus und Trinitätslehre erzwingen, was bis zu den Konzilien von Toledo und der Bekehrung König Rekkareds I. zum Katholizismus im Jahre 587 Gültigkeit hatte.
Während dieser gesamten Zeit wurde auch die nötige kirchliche Infrastruktur geschaffen, insbesondere Kirchen und Kathedralen; von den Bauten jener Zeit sind allerdings nur Überreste und Trümmer erhalten, da die Baumaterialien später für andere Kirchengebäude und Moscheen verwendet wurden. Beispiele für Bauwerke, die aus dieser Bausubstanz errichtet wurden, sind die romanische Kathedrale von Barcelona und die Mezquita von Córdoba. Sogar die Kathedrale von Palencia führt ihren Ursprung auf die Krypta von San Antolín zurück, die in der zweiten Hälfte des 7. Jahrhunderts gebaut wurde.

## Kathedralen
| Stadt                       | Kathedrale                                                        | Provinz               | Bistum                                                       | Baudaten             | Besonderheiten                                                                                       | Bild |
| --------------------------- | ----------------------------------------------------------------- | --------------------- | ------------------------------------------------------------ | -------------------- | --- | ---- |
| Albacete                    | Catedral de San Juan Bautista                                     | Kastilien-La Mancha   | Albacete (Erzbistum Toledo)                                  | 1515–1949            | |      |
| Albarracín                  | Catedral de Santa María y Santiago                                | Aragonien             | Teruel y Albarracín (Erzbistum Saragossa)                    |                      | |      |
| Alcalá de Henares           | Catedral-Magistral de los Santos Niños Justo y Pastor             | Madrid                | Alcalá de Henares (Erzbistum Madrid)                         | 1436–1517            | UNESCO-Weltkulturerbe                                                                                |      |
| Almería                     | Catedral de Nuestra Señora de los Dolores                         | Andalusien            | Almería (Erzbistum Granada)                                  | 1524–1562            | |      |
| Astorga                     | Catedral de la Asunción de Nuestra Señora                         | Kastilien und León    | Astorga (Erzbistum Oviedo)                                   | 1471 bis 18. Jh.     | |      |
| Ávila                       | Catedral de El Salvador                                           | Kastilien und León    | Ávila (Erzbistum Valladolid)                                 | 11. bis 15. Jh.      | UNESCO-Weltkulturerbe                                                                                |      |
| Badajoz                     | Catedral de San Juan Bautista                                     | Extremadura           | Erzbistum Mérida-Badajoz                                     | 1230–1579            | |      |
| Baeza                       | Catedral de la Natividad de Nuestra Señora                        | Andalusien            | Jaén (Erzbistum Granada)                                     | 1529 bis ca. 1600    | UNESCO-Weltkulturerbe                                                                                |      |
| Barbastro                   | Catedral de La Asunción                                           | Aragonien             | Barbastro-Monzón (Erzbistum Saragossa)                       | 1517–1533            | |      |
| Barcelona                   | Catedral de la Santa Creu i Santa Eulàlia                         | Katalonien            | Erzbistum Barcelona                                          | 1298–1420            | Basilika                                                                                             |      |
| Bilbao                      | Catedral de Santiago Apóstol                                      | Baskenland            | Bilbao (Erzbistum Burgos)                                    | 1397 bis 16./19. Jh. | Basilika                                                                                             |      |
| Burgo de Osma               | Catedral de Santa María de la Asunción                            | Kastilien und León    | Osma-Soria (Erzbistum Burgos)                                | 1232–1784            | |      |
| Burgos                      | Catedral Metropolitana de Santa María                             | Kastilien und León    | Erzbistum Burgos                                             | 1221–1260            | UNESCO-Weltkulturerbe                                                                                |      |
| Cádiz                       | Catedral de Santa Cruz sobre las Aguas                            | Andalusien            | Cádiz y Ceuta (Erzbistum Sevilla)                            | 1722–1838            | |      |
| Calahorra                   | Catedral de la Asunción de Nuestra Señora                         | La Rioja              | Calahorra y La Calzada-Logroño (Erzbistum Pamplona y Tudela) | ab 1484              | |      |
| Ceuta                       | Catedral de la Asunción                                           | Autonome Region Ceuta | Cádiz y Ceuta (Erzbistum Sevilla)                            |                      | |      |
| Ciutadella de Menorca       | Catedral de Santa Maria                                           | Balearische Inseln    | Menorca (Erzbistum Valencia)                                 | 1300–1365            | Basilika                                                                                             |      |
| Ciudad Real                 | Catedral de Santa María del Prado                                 | Kastilien-La Mancha   | Ciudad Real (Erzbistum Toledo)                               |                      | Basilika                                                                                             |      |
| Ciudad Rodrigo              | Catedral de Santa María                                           | Kastilien und León    | Ciudad Rodrigo (Erzbistum Valladolid)                        | 12. bis 14. Jh.      | |      |
| Córdoba                     | Catedral de Nuestra Señora de la Asunción (Mezquita)              | Andalusien            | Córdoba (Erzbistum Sevilla)                                  | 784 bis 16. Jh.      | erbaut als Moschee, 1236 zur Kirche umfunktioniert und als Kathedrale geweiht, UNESCO-Weltkulturerbe |      |
| Coria                       | Catedral de Santa María de la Asunción                            | Extremadura           | Coria-Cáceres (Erzbistum Mérida-Badajoz)                     | 1498–1748            | |      |
| Cuenca                      | Catedral de Nuestra Señora de Gracia                              | Kastilien-La Mancha   | Cuenca (Erzbistum Toledo)                                    | 1196–1257            | UNESCO-Weltkulturerbe                                                                                |      |
| Donostia-San Sebastián      | Catedral de El Buen Pastor                                        | Baskenland            | San Sebastián (Erzbistum Pamplona y Tudela)                  | 1889–1897            | |      |
| Getafe                      | Catedral de Santa María Magdalena                                 | Madrid                | Getafe (Erzbistum Madrid)                                    | 14. Jh. bis 1770     | |      |
| Girona                      | Catedral de Santa Maria Mare de Déu                               | Katalonien            | Girona (Erzbistum Tarragona)                                 | 11. bis 18. Jh.      | |      |
| Granada                     | Cathedral de Santa María de la Encarnación                        | Andalusien            | Erzbistum Granada                                            | 1529–1537            | |      |
| Guadix                      | Catedral de Nuestra Señora de la Anunciación                      | Andalusien            | Guadix (Erzbistum Granada)                                   | 16. bis 18. Jh.      | |      |
| Huelva                      | Catedral de Nuestra Señora de la Merced                           | Andalusien            | Huelva (Erzbistum Sevilla)                                   | 1605–1954            | |      |
| Huesca                      | Catedral de Nuestra Señora de Montserrat                          | Aragonien             | Huesca (Erzbistum Saragossa)                                 | 1294 bis 16. Jh.     | |      |
| Ibiza                       | Catedral de Santa María de Ibiza                                  | Balearische Inseln    | Ibiza (Erzbistum Valencia)                                   |                      | UNESCO-Weltkulturerbe                                                                                |      |
| Jaca                        | Catedral de San Pedro Apóstol                                     | Aragonien             | Jaca (Erzbistum Pamplona y Tudela)                           | 1077–1130            | UNESCO-Weltkulturerbe                                                                                |      |
| Jaén                        | Catedral de la Asunción de María                                  | Andalusien            | Jaén (Erzbistum Granada)                                     | 1249–1724            | |      |
| Jerez de la Frontera        | Catedral de Nuestro Señor San Salvador                            | Andalusien            | Asidonia-Jerez (Erzbistum Sevilla)                           | 17. Jh. bis 1980     | |      |
| Las Palmas de Gran Canaria  | Kathedrale von Las Palmas                                         | Islas Canarias        | Kanarische Inseln (Erzbistum Sevilla)                        | 16. Jh.              | Basilika                                                                                             |      |
| León                        | Catedral de Santa María del Camino                                | Kastilien und León    | León (Erzbistum Oviedo)                                      | 1205–1301            | |      |
| Lleida                      | Catedral de Santa Maria de la Seu Nueva                           | Katalonien            | Lleida (Erzbistum Tarragona)                                 | 1203–1278            | |      |
| Lugo                        | Catedral Basílica de Nuestra Señora del Carmen                    | Galicien              | Lugo (Erzbistum Santiago de Compostela)                      | 1129–1273            | Basilika                                                                                             |      |
| Madrid                      | Catedral de las Fuerzas Armadas                                   | Madrid                | Militärbistum                                                |                      | |      |
| Madrid                      | Catedral de Santa María la Real de la Almudena                    | Madrid                | Erzbistum Madrid                                             | 1883–1993            | |      |
| Málaga                      | Catedral de la Virgen de la Encarnación                           | Andalusien            | Málaga (Erzbistum Granada)                                   | 1528–1782            | Basilika                                                                                             |      |
| Mondoñedo                   | Catedral Basílica de la Virgen de la Asunción                     | Galicien              | Mondoñedo-Ferrol (Erzbistum Santiago de Compostela)          | 1219–1243            | Basilika                                                                                             |      |
| Murcia                      | Catedral Santa María                                              | Murcia                | Cartagena                                                    | 1394–1467            | |      |
| Orense                      | Catedral San Martín                                               | Galicien              | Orense (Erzbistum Santiago de Compostela)                    | 1160–1188            | |      |
| Orihuela                    | Catedral de El Salvador y Santa María                             | Valencia              | Orihuela-Alicante (Erzbistum Valencia)                       | 13. bis 16. Jh.      | |      |
| Oviedo                      | Catedral Metropolitana de San Salvador                            | Asturien              | Erzbistum Oviedo                                             | 13. bis 16. Jh.      | Basilika                                                                                             |      |
| Palencia                    | Catedral de San Juan Bautista                                     | Kastilien und León    | Palencia (Erzbistum Burgos)                                  | 11. bis 16. Jh.      | |      |
| Palma                       | Catedral de Santa Maria de Palma                                  | Balearische Inseln    | Mallorca (Erzbistum Valencia)                                | 1229–1346            | Basilika                                                                                             |      |
| Pamplona                    | Catedral de la Asunción de Nuestra Señora                         | Navarra               | Erzbistum Pamplona y Tudela                                  | 1391–1501            | |      |
| Plasencia                   | Catedral de Santa María (neue Kathedrale, gotisch)                | Extremadura           | Plasencia (Erzbistum Mérida-Badajoz)                         | 1498 bis 18. Jh.     | |      |
| Plasencia                   | Catedral Vieja Románica de San Pablo (alte Kathedrale, romanisch) | Extremadura           | Plasencia (Erzbistum Mérida-Badajoz)                         | 13. Jh.              | |      |
| Salamanca                   | Catedral Nueva de Santa María del Asedio (neue Kathedrale)        | Kastilien und León    | Salamanca (Erzbistum Valladolid)                             | 1513–1733            | UNESCO-Weltkulturerbe                                                                                |      |
| Salamanca                   | Catedral Vieja de Santa María del Asedio (alte Kathedrale)        | Kastilien und León    | Salamanca (Erzbistum Valladolid)                             | 12. bis 14. Jh.      | Basilika und UNESCO-Weltkulturerbe                                                                   |      |
| San Cristóbal de La Laguna  | Catedral de San Cristóbal                                         | Kanarische Inseln     | San Cristóbal de La Laguna (Erzbistum Sevilla)               | 1904–1915            | UNESCO-Weltkulturerbe                                                                                |      |
| Santander                   | Catedral de Santa María y Santos Mártires Emeterio y Celedonio    | Kantabrien            | Santander (Erzbistum Oviedo)                                 | 13. bis 17. Jh.      | ewige Basilika                                                                                       |      |
| Sant Feliu de Llobregat     | Catedral de Sant Llorenç                                          | Katalonien            | Sant Feliu de Llobregat (Erzbistum Barcelona)                |                      | |      |
| Santiago de Compostela      | Catedral Metropolitana de Santiago de Compostela                  | Galicien              | Erzbistum Santiago de Compostela                             | 1075–1211            | ewige Basilika und UNESCO-Weltkulturerbe                                                             |      |
| Santo Domingo de la Calzada | Catedral de El Salvador y Santa María                             | La Rioja              | Calahorra y La Calzada-Logroño (Erzbistum Pamplona y Tudela) | 12. bis 18. Jh.      | |      |
| Saragossa                   | Catedral de El Salvador de la Seo                                 | Aragonien             | Erzbistum Saragossa                                          | 1119–1704            | UNESCO-Weltkulturerbe                                                                                |      |
| Saragossa                   | Catedral de Nuestra Señora del Pilar                              | Aragonien             | Erzbistum Saragossa                                          | 1681–1961            | Basilika                                                                                             |      |
| Segorbe                     | Catedral de la Asunción de la Virgen                              | Valencia              | Segorbe-Castellón de la Plana (Erzbistum Valencia)           | 13. Jh. bis 1534     | Basilika                                                                                             |      |
| Segovia                     | Catedral de la Asunción de la Virgen                              | Kastilien und León    | Segovia (Erzbistum Valladolid)                               | 1525–1577            | UNESCO-Weltkulturerbe                                                                                |      |
| La Seu d’Urgell             | Catedral de Santa Maria d’Urgell                                  | Katalonien            | Urgell (Erzbistum Tarragona)                                 | ab 1110              | Basilika                                                                                             |      |
| Sevilla                     | Catedral de Santa María de la Sede                                | Aragonien             | Erzbistum Sevilla                                            | 1401–1507            | UNESCO-Weltkulturerbe                                                                                |      |
| Sigüenza                    | Catedral de La Asunción                                           | Kastilien-La Mancha   | Sigüenza-Guadalajara (Erzbistum Toledo)                      | 1114–1326            | Basilika                                                                                             |      |
| Solsona                     | Catedral de Santa Maria                                           | Katalonien            | Solsona (Erzbistum Tarragona)                                | 1299–1630            | Basilika                                                                                             |      |
| Tarazona                    | Catedral de Nuestra Señora de la Huerta                           | Aragonien             | Tarazona (Erzbistum Saragossa)                               | 1162–1232            | |      |
| Tarragona                   | Catedral de Santa Maria                                           | Katalonien            | Erzbistum Tarragona                                          | 1170–1331            | Basilika                                                                                             |      |
| Terrassa                    | Catedral del Sant Esperit                                         | Katalonien            | Terrassa (Erzbistum Barcelona)                               | 1574–1616            | Basilika                                                                                             |      |
| Teruel                      | Catedral de la Asunción de la Virgen                              | Aragonien             | Teruel y Albarracín (Erzbistum Saragossa)                    | 1171–1587            | |      |
| Toledo                      | Catedral Primada de Santa María de la Asunción                    | Kastilien-La Mancha   | Erzbistum Toledo                                             | 1226–1493            | UNESCO-Weltkulturerbe                                                                                |      |
| Tortosa                     | Catedral de Santa Maria                                           | Katalonien            | Tortosa (Erzbistum Tarragona)                                | 1347–1597            | Basilika                                                                                             |      |
| Tui                         | Catedral Santa María                                              | Galicien              | Tui-Vigo (Erzbistum Santiago de Compostela)                  | 1120–1225            | |      |
| Valencia                    | Catedral Metropolitana de Santa Maria                             | Valencia              | Erzbistum Valencia                                           | 13. bis 15. Jh.      | Basilika                                                                                             |      |
| Valladolid                  | Catedral Metropolitana de Nuestra Señora de la Asunción           | Kastilien und León    | Erzbistum Valladolid                                         | ab 1589              | |      |
| Vic                         | Catedral de San Pere Apòstol                                      | Katalonien            | Vic (Erzbistum Tarragona)                                    | 1781–1803            | Basilika                                                                                             |      |
| Vitoria-Gasteiz             | Catedral de Santa María Imaculada                                 | Baskenland            | Vitoria (Erzbistum Burgos)                                   | 1907–1969            | |      |
| Zamora                      | Catedral de Santa María Magdalena                                 | Kastilien und León    | Zamora (Erzbistum Valladolid)                                | 1140–1170            | |      |

## Konkathedralen
| Stadt                 | Kathedrale                                                  | Provinz             | Bistum                         | Baudaten       | Bild |
| --------------------- | ----------------------------------------------------------- | ------------------- | ------------------------------ | -------------- | ---- |
| Alicante              | Concatedral San Nicolás                                     | Valencia            | Orihuela-Alicante              |                |      |
| Baza                  | Concatedral de Nuestra Senora Santa María de la Encarnación | Andalusien          | Guadix                         | 1529           |      |
| Cáceres               | Concatedral Santa María                                     | Extremadura         | Coria-Cáceres                  | 15.–16. Jh.    |      |
| Castellón de la Plana | Concatedral Santa María                                     | Valencia            | Segorbe-Castellón de la Plana  | 1949–1999      |      |
| Ferrol                | Concatedral San Martino                                     | Galicien            | Mondoñedo-Ferrol               |                |      |
| Guadalajara           | Concatedral Santa María la Fuente Mayor de la Salud         | Kastilien-La Mancha | Sigüenza-Guadalajara           |                |      |
| Logroño               | Concatedral Santa María de la Redonda                       | La Rioja            | Calahorra y La Calzada-Logroño |                |      |
| Mérida                | Concatedral Santa María del Castillo                        | Extremadura         | Mérida-Badajoz                 | 1230–1579      |      |
| Monzón                | Concatedral Santa María da Romaral                          | Aragonien           | Barbastro-Monzón               |                |      |
| Soria                 | Concatedral San Pedro                                       | Kastilien und León  | Osma-Soria                     | 1152 – 12. Jh. |      |
| Vigo                  | Concatedral San Martín y Santa María                        | Galicien            | Tui-Vigo                       |                |      |

## Ehemalige Kathedralen
| Stadt           | Kathedrale                                       | Provinz    | Bistum                        | Baudaten        | Besonderheiten | Bild |
| --------------- | ------------------------------------------------ | ---------- | ----------------------------- | --------------- | -------------- | ---- |
| Cartagena       | Catedral de Santa María la Mayor                 | Murcia     | Cartagena (Erzbistum Granada) | 13. bis 19. Jh. |                |      |
| Armentia        | San Prudencio                                    | Baskenland |                               | 12. Jh.         |                |      |
| Cádiz           | Santa Cruz                                       | Andalusien | Cádiz y Ceuta                 |                 |                |      |
| Foz             | Basilika San Martiño de Mondoñedo                | Galicien   | Mondoñedo-Ferrol              | 11. Jh.         | Basilika       |      |
| Lleida          | Catedral Santa Maria de la Seu Vella             | Katalonien | Lleida                        |                 |                |      |
| Llanes          | Catedral de Santa María de la Asunción de Llanes | Asturien   | Oviedo                        | 13. bis 15. Jh. | Basilika       |      |
| Madrid          | San Isidro                                       | Madrid     | Madrid                        |                 | ewige Basilika |      |
| Roda de Isábena | San Vicente (Roda de Isábena)                    | Aragonien  | Huesca                        |                 |                |      |
| Vitoria-Gasteiz | Catedral vieja Santa María                       | Baskenland | Vitoria                       | 13. bis 14. Jh. | Basilika       |      |